# Арнолд фон Винклер
Арнолд Феодор Алоис Мариа Густаф фон Винклер (на немски: Arnold Feodor Alois Maria Gustav von Winckler) (17 февруари 1855 – 24 юли 1945) е пруски офицер от германската имперска армия, генерал от пехотата, участвал в Първата световна война.

## Биография

### Произход
Арнолд фон Винклер е роден на 17 февруари 1855 г. в град Найсе, разположен в историческата област Горна Силезия, тогава част от кралство Прусия. Той е син на пруския генерал-лейтенант Евалд Федор фон Винклер (1813 – 1895) и съпругата му Мари Каролине Ернестине Отилия Аделхайд, баронеса фон Райнбаден (1817 – 1909). Негов вуйчо е генералът от кавалерията Алберт фон Райнбаден.

## Военна кариера
Службата на Винклер в армията започва на 10 април 1873 г., когато той постъпва като офицерски кандидат в егерски батальон Nr. 5 на Пруската армия в Хиршберг. На 12 ноември 1874 година е произведен в чин младши лейтенант, след което следва стандартния път за израстване в армията като на 23 септември 1884 г. е повишен в лейтенант, пет години по-късно в капитан, a 12 септември 1896 г. получава чин майор.
Първата си значима командна длъжност майор Винклер получава през 1900 г. с назначаването си за командир на батальон от Гвардейския гренадирски полк „Цар Александър“ в Берлин, а през 1902 г. командва гвардейския стрелкови батальон. През 1903 г. е повишен в чин подполковник.
През 1906 г., скоро след като е повишен в полковник, фон Винклер простига във Ваймар, за да поеме командването на Пехотен полк на „Саксонския велик херцог“ №94 (5-и Тюрингски). На този пост той остава до 1910 г., когато е повишен в чин генерал-майор и поема командването на 57-а пехотна бригада от 29-а пехотна дивизия във Фрайбург, а година по-късно става инспектор в пехотната школа.
На 1 октомври 1912 г. фон Винклер е повишен в генерал-лейтенант и в същия ден поема командването на 2-ра гвардейска пехотна дивизия.

### Първа световна война
Избухването на Първата световна война заварва фон Винклер начело на гвардейската пехотна дивизия, която командва от близо две години. След обявяването на мобилизацията, като част от Гвардейския корпус, дивизията попада под командването на 2-ра армия на генерал-полковник Карл фон Бюлов, която е предназначена за бойните действия на Западния фронт. Така фон Винклер ръководи дивизията си по време на нахлуването в Белгия и пограничните сражения с французите при Шарлероа и Сен Кантен, които завършват с победа за немците. Впоследствие генералът и подчинените му вземат участие и в критичната битка на река Марна, която слага край на германското настъпление към Париж. В следващите месеци Винклер остава на Западния фронт, където бойните действия деградират до окопна война.
През пролетта на 1915 г. командирът на 2-ра гвардейска пехотна дивизия, заедно с останалата част от Гвардейския корпус, са прехвърлени на Източния фронт, където са включени в състава на 11-а армия на Аугуст фон Макензен. Така фон Винклер участва във важното сражение при Горлице-Тарнов, което принуждава руската армия да отстъпи цяла Галиция и води до нейното т.нар. Велико отстъпление. За победа в тази битка генерал Винклер и дивизията му допринасят чрез завоюването на критично предмостие на река Сан. За успешната си дейност в хода на операцията генералът е награден с командването на 41 резервен корпус, което той поема на 29 юли 1915 г. На този пост той остава до края на настъплението в Полша.
През септември генерал Винклер поема командването на IV резервен корпус в състав 11-а баварска пехотна дивизия, 105-а пехотна дивизия, а впоследствие и 107-а пехотна дивизия. С тези сили той е поставен под командването на новата 11-а армия на Макс фон Галвиц, която е подготвена за голямата есенна офанзива на Австро-Унгария, Германия и България срещу Сърбия. Силите на фон Винклер започват своите бойни действия още вечерта на 7 октомври, а на следващия ден целият корпус е окончателно прехвърлен на южния бряг на Дунав и е завоюван сигурен плацдарм за последвалото настъпление, в което те представляват центъра на 11-а армия. В рамките на няколко седмици сърбите са отблъснати дълбоко на юг и е осъществен здрав контакт с Първа българска армия, което отваря и сухопътните връзки между Австро-Унгария и България, след което германското командване започва да изтегля значителни сили от фронта. Войските на генерал Винклер също са предвидени за оттегляне и поради това той получава нареждане да поеме командването, заедно с щаба на IV резервен корпус, на 103-та пехотна дивизия и 101-ва пехотна дивизия, които дотогава са част от X резервен корпус. Макар и с намалени сили Фон Винклер успешно продължава борбата със сърбите и взима участие в операцията срещу тях на Косово поле.
Заслугите на генерал фон Винклер по време на офанзивата срещу Сърбия са отчетени от германското командване и на 27 ноември 1915 г. той е награден с орден Pour le Mérite.
В началото на 1916 г. IV резервен корпус и неговият командир остават в Македония като част от 11-а армия, като в края на февруари те поемат за отбрана участъка от фронта от река Вардар до Дойранското езеро. Тук под командването на Винклер е поставена и Девета плевенска дивизия. На 10 август същата година фон Винклер заменя генерал Макс фон Галвиц като командващ 11-а армия.
През септември 1916 г. съюзническото настъпление срещу Битоля поставя Първа българска армия в тежко положение и нанася няколко поражения. В резултат командващият тази армия генерал Климент Бояджиев е сменен с генерал Димитър Гешов, а на щаба ѝ е наредено да смени командваните части с тези под контрола на генерал Винклер и неговият щаб. Така от 27 септември отбраната на фронта около Битоля се поема от 11-а армия и фон Винклер. Поради тежките сражения германското командване решава, че Битоля не може да бъде задържана и на 18 ноември генералът издава заповед българските и германските части да се оттеглят на силните отбранителни позоции на север от града, където съюзническото настъпление е окончателно отбито.
През пролетта на 1917 г. командваните от фон Винклер части на 11-а армия отбиват и съюзническите настъпления срещу българо-немските позиции около Битоля и в завоя на река Черна. Още на 22 март той е повишен в чин генерал от пехотата. Скоро след това службата на генерала на Балканите завършва, като от 5 юни той е назначен за командир на 1-ви армейски корпус, а за нов командващ на 11-а армия е назначен Куно фон Щойбен.
На новата си позиция фон Винклер освен командването на 1-ви корпус контролира и южното крило на австро-унгарската 2-ра армия, командвана от Едуард фон Бьом-Ермоли. С тези сили генералът успешно се противопоставя на руската офанзива на Керенски и впоследствие осъществява контраатака, с която отвоюва Тернопол и възстановява контрола над цяла Източна Галиция.
След примирието на Източния фронт фон Винклер заменя през февруари Вилхелм Грьонер като командващ XXV резервен корпус. Новата му задача изисква участие в голямата пролетна офанзива на германската армия на Западния фронт. Така той участва в битката при Ена и Втората битка при Марна. След неуспеха на германските войски генералът и корпусът му участват в опитите да се отблъснат съюзническите атаки по време на тяхното „Стодневно настъпление“ до самия край на войната.
На 15 януари 1919 г. генерал Винклер приключва активната си служба и преминава в резерва.

## Семейство
Арнолд фон Винклер се жени за Ванда фон Валке-Шулд (1869 – 1945), с която имат две деца.

## Награди
- Германски орден „Железен кръст“
- Германски орден „Pour le Mérite“ (27 ноември 1915 г.)